# Silvano Contini
Silvano Contini (Varese, 15 de enero de 1958) fue un ciclista italiano, profesional entre los años 1978 y 1990, durante los cuales logró 44 victorias.
Destacó sobre todo en el Giro de Italia, en el que terminó 3.º en la edición de 1982, 4.º en 1981, 5.º en 1979 y 7.º en 1985, además de lograr un total de cuatro triunfos de etapa.
Otros buenos resultados en pruebas de prestigio incluyen el 2.º puesto en el Giro de Lombardía 1979, el Tour de Romandía 1980  y el Campeonato de Italia de ruta de 1984.

## Palmarés
| 1977 - 3 etapas del Giro del Valle de Aosta - 1 etapa de la Vuelta Ciclista de Chile 1979 - Giro del Piamonte - Giro de Lazio - Clasificación de los jóvenes del Giro de Italia 1980 - 1 etapa del Tour de Romandía - 1 etapa del Giro de Italia - 1 etapa de la Ruota d'Oro - Trofeo Matteotti - Gran Premio Ciudad de Camaiore - G. P. Industria y Comercio de Prato 1981 - Vuelta a Alemania - Vuelta al País Vasco, más 3 etapas - 1 etapa de la París-Niza 1982 - Lieja-Bastoña-Lieja - 1 etapa de la Semana Catalana - Coppa Bernocchi - 3 etapas del Giro de Italia - 1 etapa de la Vuelta a Suecia | 1983 - Giro de Lazio - Trofeo Baracchi 1984 - Coppa Sabatini - 2.º en el Campeonato de Italia de ciclismo en ruta 1985 - Midi Libre, más 1 etapa - Tour de l'Aude, más 1 etapa - Coppa Placci - Giro di Puglia - Ruota d'Oro 1987 - Tour de Umbría 1989 - 1 etapa de la Vuelta a Murcia |

## Resultados en Grandes Vueltas y Campeonatos del Mundo
| Carrera         | 1978 | 1979 | 1980 | 1981 | 1982 | 1983 | 1984 | 1985 | 1986 | 1987 | 1988 | 1989 | 1990 |
| --------------- | ---- | ---- | ---- | ---- | ---- | ---- | ---- | ---- | ---- | ---- | ---- | ---- | ---- |
| Giro de Italia  | -    | 5.º  | Ab.  | 4.º  | 3.º  | Ab.  | 34.º | 7.º  | 20.º | -    | 22.º | 53.º | Ab.  |
| Tour de Francia | -    | -    | -    | -    | -    | -    | -    | -    | 41.º | 55.º | -    | -    | -    |
| Vuelta a España | -    | -    | -    | -    | -    | -    | -    | -    | -    | -    | -    | 52.º | -    |
| Mundial en Ruta | -    | Ab.  | Ab.  | 17.º | Ab.  | -    | 24.º | -    | -    | -    | -    | -    | -    |

-: no participa

Ab.: abandono